# نيولو
نيولو هي قرية في مقاطعة أرومية، إيران. يقدر عدد سكانها بـ 156 نسمة بحسب إحصاء 2016.